# Ben Lyon
Pour les articles homonymes, voir Lyon (homonymie).
Ben Lyon, né à Atlanta le 6 février 1901 et mort à Honolulu le 22 mars 1979, est un acteur américain.

## Biographie
Ben Lyon commence sa carrière au cinéma muet. Il joue notamment avec Jean Harlow en 1930 dans le film Les Anges de l'enfer d'Howard Hughes.

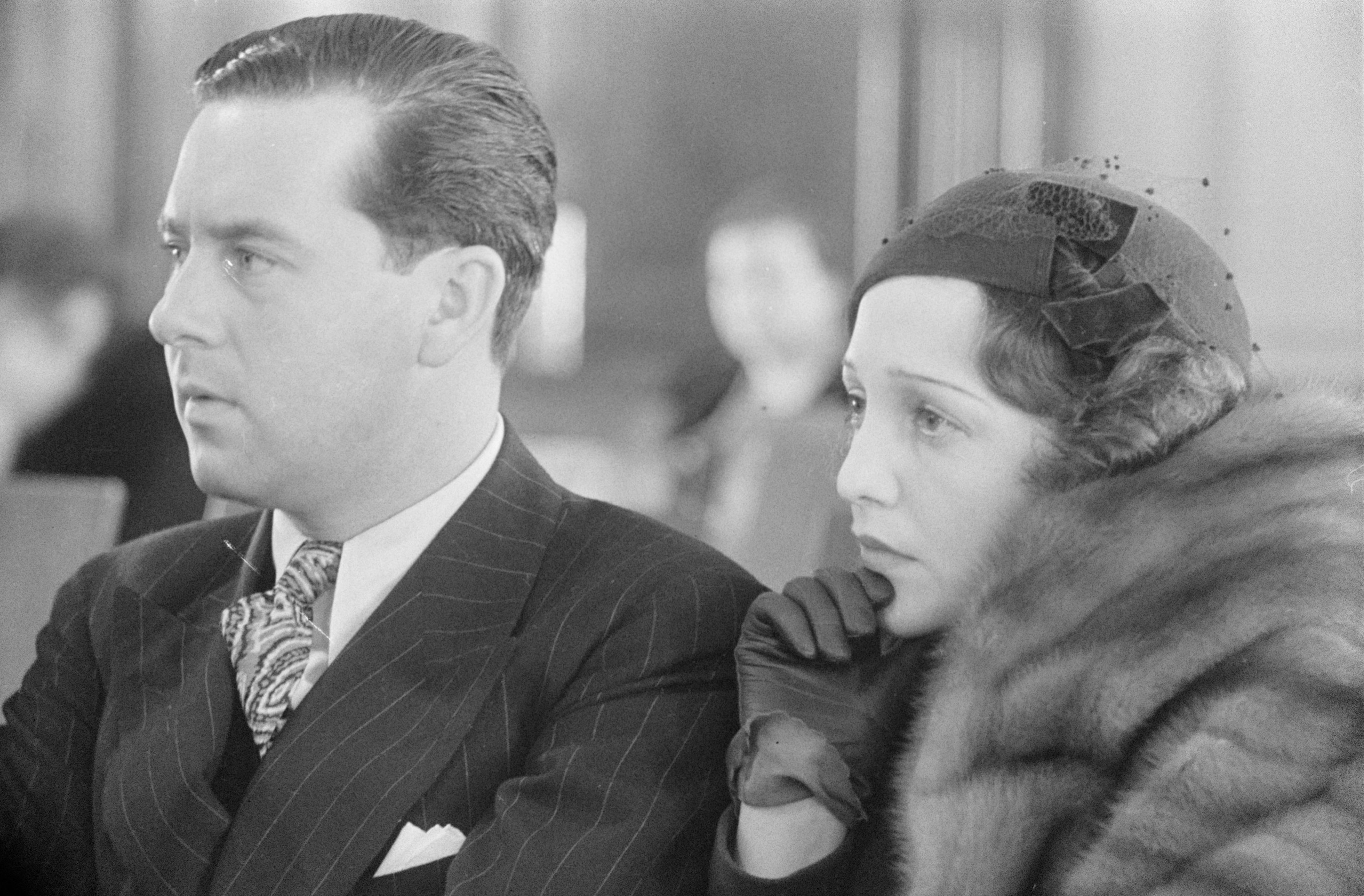
Ben Lyon avec son épouse Bebe Daniels en 1933.

Devenu cadre à la 20th Century Fox, c'est lui qui fera passer à Marilyn Monroe son premier bout d'essai en 1946. Il trouvait d'ailleurs qu'elle ressemblait à Jean Harlow. À l'époque, l'actrice débutante s'appelait encore Norma Jeane Baker (ou Mortenson). Cette dernière lui sera toujours reconnaissante de l'avoir aidée dans sa carrière et pour sa gentillesse.
Ben Lyon a été l'époux de l'actrice Bebe Daniels de 1930 à 1971 (date de sa mort), puis de Marian Nixon de 1974 à 1979.

## Filmographie partielle

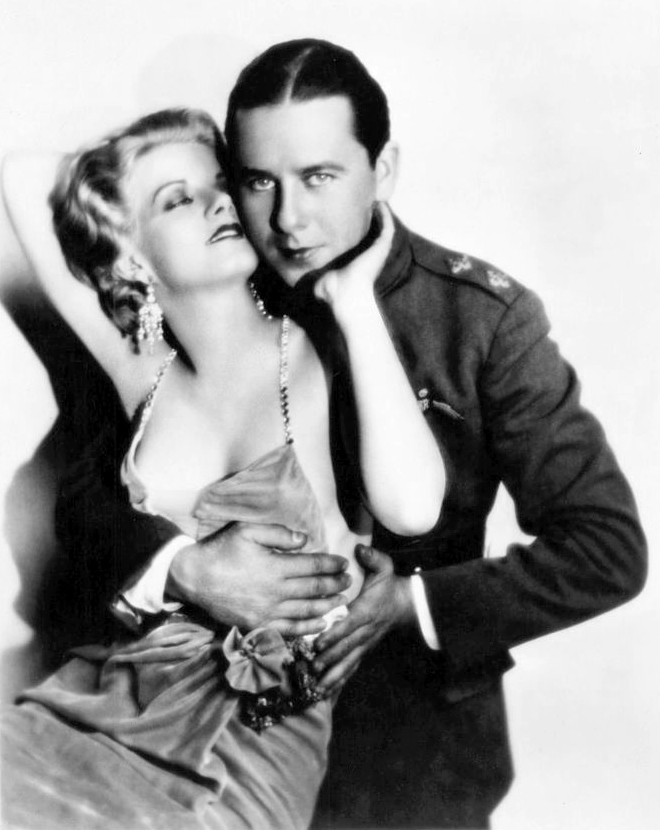
Jean Harlow et Ben Lyon dans Les Anges de l'enfer (1930).

- 1918 : The Transgressor de Joseph Levering
- 1919 : Open Your Eyes de Gilbert P. Hamilton
- 1921 : The Heart of Maryland de Tom Terriss
- 1923 : The Custard Cup de Herbert Brenon
- 1923 : Potash et Perlmutter (Potash and Perlmutter) de Clarence G. Badger
- 1923 : Flaming Youth de John Francis Dillon
- 1924 : Painted People de Clarence G. Badger
- 1924 : La Phalène blanche (The White Moth) de Maurice Tourneur
- 1924 : Wine of Youth de King Vidor
- 1924 : Lily of the Dust de Dimitri Buchowetzki
- 1924 : Wages of Virtue d'Allan Dwan
- 1924 : Mon grand (So Big) de Charles Brabin
- 1925 : One Way Street de John Francis Dillon
- 1925 : The Necessary Evil de George Archainbaud
- 1925 : Winds of Chance de Frank Lloyd
- 1925 : The New Commandment de Howard Higgin
- 1925 : The Pace That Thrills de Webster Campbell
- 1926 : The Savage de Fred C. Newmeyer
- 1926 : The Reckless Lady de Howard Higgin
- 1927 : Pour l'amour de Mike (For the Love of Mike) de Frank Capra : Mike
- 1927 : Das tanzende Wien de Friedrich Zelnik
- 1930 : Les Anges de l'enfer (Hell's Angels) de Howard Hughes : Monte Rutledge
- 1930 : Une perle rare (Alias French Gertie) de George Archainbaud
- 1930 : Lummox d'Herbert Brenon
- 1931 : Les Bijoux volés (The Stolen Jools) de William C. McGann
- 1931 : Indiscret (Indiscreet) de Leo McCarey
- 1931 : L'Ange blanc (Night Nurse) de William Wellman : Mortie
- 1931 : Her Majesty, Love de William Dieterle
- 1931 : La Danseuse des dieux (Aloha) de Albert S. Rogell : Jimmy Bradford
- 1931 : Mon passé (My Past) de Roy Del Ruth
- 1932 : Hat Check Girl de Sidney Lanfield
- 1933 : Girl Missing (en) de Robert Florey
- 1933 : Le Long des quais (I cover the Waterfront) de James Cruze : H. Joseph 'Joe' Miller
- 1934 : I Spy (en) d'Allan Dwan : Wally Sawyer
- 1935 : Navy Wife d'Allan Dwan  : Dr. Milford
- 1936 : Treachery on the High Seas : Johnny Hammond
- 1937 : Stardust de Melville W. Brown : Roy Harley
- 1941 : Hi Gang! de Marcel Varnel
- 1943 : The Dark Tower (en) de John Harlow (en) : Phil Danton
- 1954 : Life with the Lyons de Val Guest : Ben Lyon
- 1955 : The Lyons in Paris de Val Guest : Ben